# 宮崎市立住吉南小学校
宮崎市立住吉南小学校（みやざきしりつすみよしみなみしょうがっこう）は、宮崎県宮崎市大字芳士にある公立小学校。

## 概要
- 児童数 - 466名（2010年度）
- 学校の木 - ケヤキ

## 沿革
- 1981年 - 開校。
  - 2年生以上の児童は宮崎市立大宮小学校と宮崎市立住吉小学校から編入した。

## 通学区域
住吉南小学校の通学区域には以下の区域が指定されている。
- 大字塩路の一部
- 大字島之内の一部
- 大字新名瓜の一部
- 大字芳士の一部
- 花ケ島町の一部
- 村角町の一部

## アクセス
- バス：宮崎交通「住吉南小学校前」バス停下車